# Ayer Rajah, Penang
Ayer Rajah là một khu phố trong thành phố George Town ở Penang, Malaysia. Nằm trong vùng ngoại ô Pulau Tikus, khu phố nằm cách trung tâm thành phố 3,3 km (2,1 mi) về phía tây. Khu dân cư giàu có, rậm rạp này, nằm cạnh Vườn Bách thảo Penang, chủ yếu bao gồm các khu đất như nhà gỗ và nhà liền kề, được bao quanh bởi các đại lộ rợp bóng cây.